# Bockwindmühle Krosigk

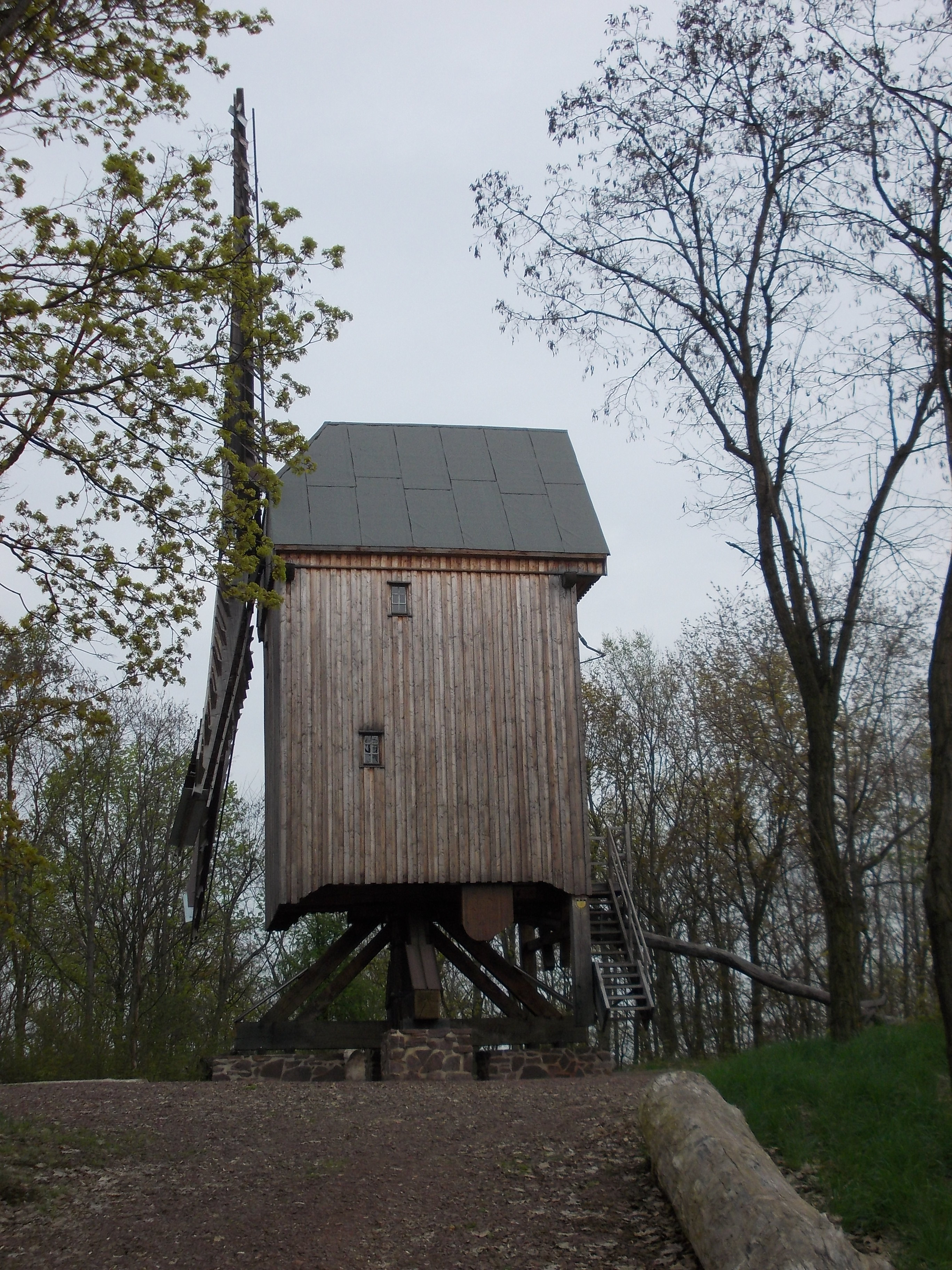
Bockwindmühle bei Krosigk

Die Bockwindmühle Krosigk ist eine denkmalgeschützte Mühle im Ortsteil Krosigk der Gemeinde Petersberg in Sachsen-Anhalt. Im örtlichen Denkmalverzeichnis ist die Mühle unter der Erfassungsnummer 094 55194 als Baudenkmal verzeichnet.
Bei der Bockwindmühle auf dem Mühlenberg handelt es sich nicht um die ursprüngliche Mühle, diese wurde bei einem Brand in den 1920er Jahren zerstört, nur der Mühlstein und das Fundament blieben erhalten. Daher wurde der Mühlenberg ab 1950 aufgeforstet, darum steht die heutige Mühle mitten in einem Wald. Diese Mühle stammt aus Gollma und wurde 1995 hier her gebracht. Bei einem Sturm 2007 wurde sie zerstört und bis 2010 zog sich der Wiederaufbau.